# Eugen Gura

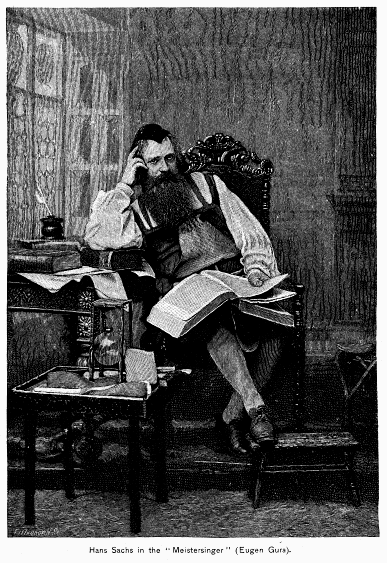
Eugen Gura nei panni di Hans Sachs in Die Meistersinger von Nürnberg, 1882

Eugen Gura (Saaz, 8 novembre 1842 – Aufkirchen, 26 agosto 1906) è stato un baritono austriaco.

## Biografia
Nacque a Saaz, oggi Žatec, nella Repubblica Ceca. Studiò dapprima pittura a Vienna e a Monaco, ma successivamente, sviluppata una bella voce baritonale, intraprese la carriera del canto e frequentò il conservatorio di Monaco. Fece il suo debutto nel 1865 all'Opera di Monaco e negli anni seguenti guadagnò un'ottima reputazione in Germania, soprattutto nei ruoli wagneriani, di cui divenne uno dei maggiori interpreti del suo tempo, ed esibendosi principalmente a Lipsia fino al 1876, quindi ad Amburgo fino al 1883.
Cantò nella prima del Ring al primo Festival di Bayreuth nel 1876 (fu il primo Günther nel Götterdämmerung il 17 agosto 1876); il suo Hans Sachs ne I maestri cantori di Norimberga di Londra nel 1882 ebbe un enorme successo.
Negli ultimi anni passò al repertorio liederistico.